# Сельское поселение Подсолнечное
Сельское поселение Подсолнечное — муниципальное образование в Борском районе Самарской области.
Административный центр — село Подсолнечное.

## Административное устройство
В состав сельского поселения Подсолнечное входят:
- село Подсолнечное,
- село Васильевка,
- село  Соковнинка,
- посёлок Комсомольский,
- посёлок Тростянка,
- посёлок Улёмский.

## Население
Население на 1 января 2024 года составляет: 854.